# 张万公
张万公（1134年—1207年），字良辅。金朝东平府东阿县（今山东省东阿县）人。张弥学之子。
张万公幼聪颖，好读书。完颜亮正隆二年（1157年）进士。任新郑主簿。金世宗大定四年（1164年），为东京（今辽宁省辽阳市）辰渌盐副使。历任长山（今山东省邹平县东北）令、尚书省令史、尚书右司员外郎、刑部侍郎。因为上书言事忤旨，除彰国军节节度使。金章宗即位，选为南京（今河南省开封市）路提刑使。因治绩升御史中丞。明昌二年（1191年）拜参知政事。明昌四年（1193年），请归养老母，任知东平府事兼山东东路安抚使。时山东连年旱蝗灾，沂州、密州、莱州、莒州、潍州五州尤甚。奏请将盐引赴山东五州给卖，再许以纳粮易换，以减轻五州灾情。改知河中府事，任上有政绩。后拜平章政事，封寿国公。张万公反对括田增税来扰民，张万公主张：“动无论如何也不如静。”婉言谏阻皇帝春季狩猎，金章宗听了虽面带不悦，但还是取消了狩猎的打算。泰和三年（1203年），致仕。泰和六年（1206年），复起判济南府，安抚山东便宜事。张万公为人淳厚，刚毅正直，典章文物，多所裁正。泰和七年（1207年）去世，追赠仪同三司，谥号文贞。《中州集》卷九录其诗一首，《金文最》卷90收其文一篇。生平事迹见《金史》卷九五、《大金国志》卷二八、元好问《平章政事寿国张文贞公神道碑》。

## 延伸阅读
[在维基数据编辑]
 《金史·卷95》，出自脱脱《遼史》